# Triple-E-Klasse
Die Containerschiffe der Triple-E-Klasse der dänischen Reederei Mærsk Line zählen zu den weltweit größten Schiffen ihrer Art. Der Name Triple-E leitet sich von den drei beim Entwurf zugrundegelegten Maximen „Economy of scale“ (deutsch „Skaleneffekt“), „Energy efficient“ (deutsch „Energieeffizienz“) und „Environmentally improved“ (deutsch „verbesserte Umweltfreundlichkeit“) ab.

## Beschaffung und Einsatz

### Erste Generation

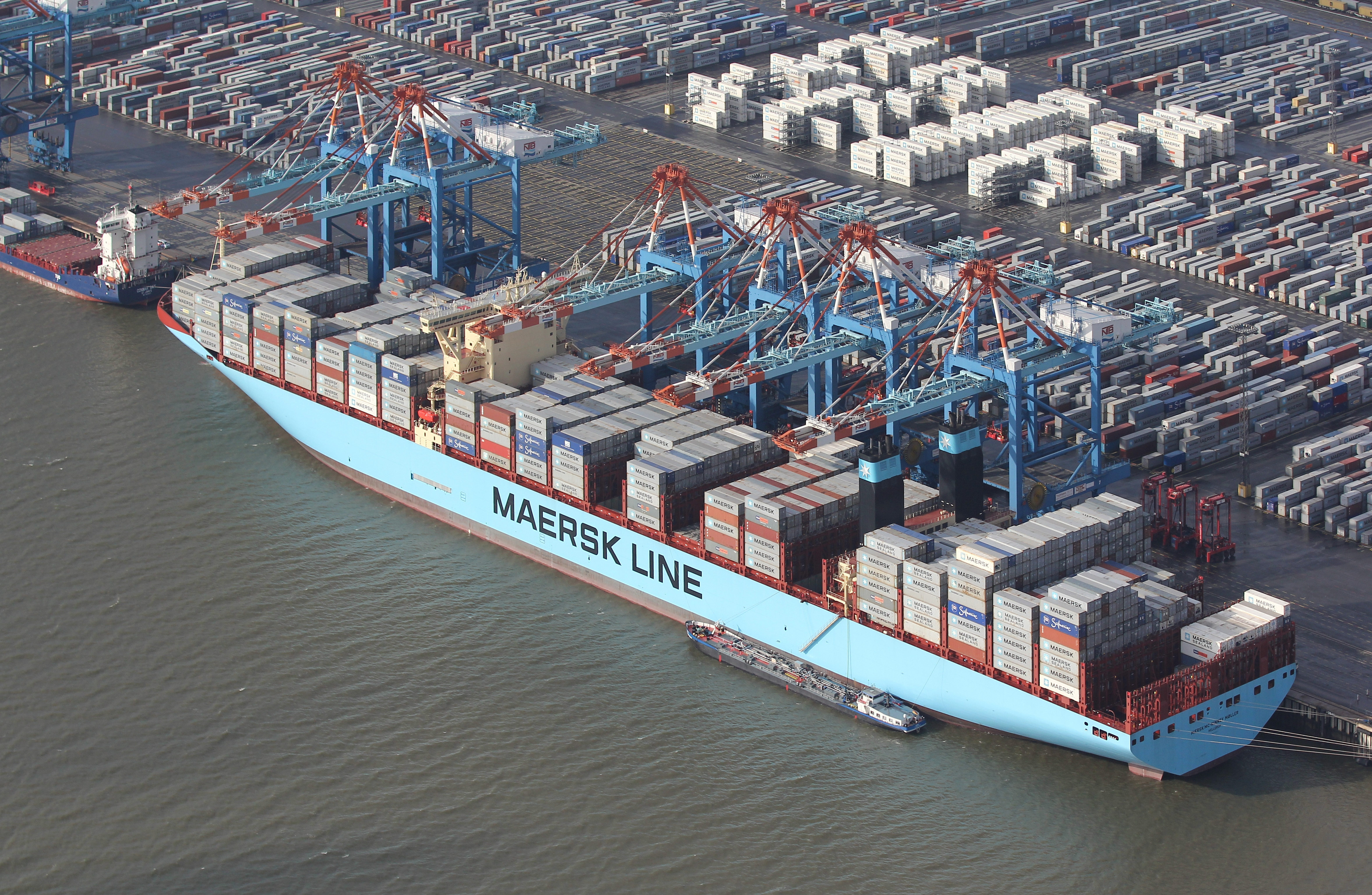
Die Mærsk Mc-Kinney Møller beim Erstanlauf in Bremerhaven

Auftraggeber der Baureihe von ULCS-Einheiten war die Reederei Mærsk Line. Ende Februar 2011 wurden zunächst zehn Schiffe bei der südkoreanischen Werft Daewoo Shipbuilding & Marine Engineering (DSME) zur Ablieferung von 2013 bis 2015 bestellt. Der Preis betrug rund 190 Millionen US-Dollar pro Einheit. Am 27. Juni 2011 wurde in Tokio die Option über den Bau des aus weiteren zehn Schiffen bestehenden zweiten Loses eingelöst. Eine bis Februar 2012 befristete Option über den Bau weiterer zehn Schiffe des Typs wurde von Maersk nicht wahrgenommen.
Eingesetzt werden die Schiffe auf der Route zwischen Asien und Europa, weil es bisher in Nordamerika keine für diese Schiffsgröße geeigneten Häfen gibt. 
Der einzige deutsche Hafen, den die Schiffe voll beladen anlaufen können, ist der 2012 eröffnete JadeWeserPort in Wilhelmshaven.
Das Typschiff der Serie, die Mærsk Mc-Kinney Møller, wurde nach dem 2012 verstorbenen Aufsichtsratsvorsitzenden der Mærsk-Gruppe benannt. Die Taufe fand am 14. Juni 2013 in Südkorea statt, abgeliefert wurde das Schiff am 2. Juli 2013. Zwei Wochen darauf trat es seine Jungfernreise von Busan (Südkorea) nach Rotterdam und Bremerhaven an.
Am 26. Januar 2015 lief die Mærsk Mc-Kinney Møller mit einer Beladung von 18.168 TEU von Algeciras (Spanien) nach Tanjung Pelepas (Malaysia) aus, der größten bis dahin von einem Schiff transportierten Containerzahl.

### Zweite Generation
Im Juni 2015 wurden weitere elf Schiffe eines überarbeiteten Triple-E-Entwurfs mit ungefähr 206.000 Tonnen Tragfähigkeit und ungefähr 19.630 TEU bei DSME zur Ablieferung von April 2017 bis Mai 2018 bestellt. Des Weiteren existierten Optionen auf bis zu sechs weitere Schiffe.
Die Schiffe der zweiten Generation sind im Wesentlichen identisch zu denen der ersten, alle haben eine Länge von 399 Metern. Der entscheidende Unterschied liegt im unterschiedlichen Tiefgang, die Schiffe der zweiten Generation haben mit 16,5 Metern einen um 1 Meter größeren Tiefgang.
Unter anderem aufgrund des größeren zulässigen Tiefganges der Schiffe der zweiten Generation erhöht sich deren Tragfähigkeit von 194.153 tdw auf 210.019 tdw. Die maximale Anzahl der Stellplätze wurde von 18.270 TEU auf 20.586 TEU erhöht.
Das letzte Schiff, die Maastricht Mærsk, wurde im Januar 2019 abgeliefert.

## HavarieMumbai Mærsk
In der Nacht des 2. Februar 2022 lief die Mumbai Mærsk bei der Wangerooger Plate (3,4 sm nördlich von Wangerooge) auf Grund. Das Schiff war auf dem Weg von der Maasvlakte zum Container-Terminal Bremerhaven. Unter der Leitung des Havariekommandos konnte die Mumbai Mærsk am 4. Februar gegen 1 Uhr von der Sovereign, der Neuwerk sowie sechs weiteren Schleppern wieder ins tiefe Fahrwasser gezogen werden. Nach einem erfolgreichen Funktionstest der Ruder- und Maschinenanlage fuhr die Mumbai Mærsk mit eigener Kraft und Schlepperbegleitung zum CT Bremerhaven, den sie gegen 14 Uhr erreichte. Die Ermittlungen der Wasserschutzpolizei ergaben, dass die Mumbai Mærsk durch eine navigatorische Fehleinschätzung bei einem Wendemanöver auf einer Schüttstelle für Baggergut, die sich unmittelbar am Fahrwasser befand, festgekommen war.

## Technik
Schiffbaulich bemerkenswert sind einige Innovationen und Details, die beispielsweise schon bei den etwas kleineren Baureihen der CMA-CGM-Christophe-Colomb-Klasse angewendet wurden. Das Deckshaus ist, anders als bei der Mehrzahl der herkömmlichen Containerschiffe, weit vorn angeordnet, was einen verbesserten Sichtstrahl und somit eine höhere Decksbeladung des Vorschiffsbereiches ermöglicht. Unterhalb des Aufbaus sind unter anderem die Bunkertanks angeordnet, um die seit August 2007 gültige MARPOL-Vorschrift 12A zu erfüllen.

Größenvergleich mit anderen Schiffen

Die Maschinenanlage wurde so weit wie möglich achtern angeordnet, wodurch kürzere und damit raumsparende Antriebswellen verwendet werden konnten, was zusätzliche Containerstellplätze ermöglichte. Die Konstruktion der Triple-E-Klasse mit zwei Motoren ermöglichte den Einbau von zwei langsam drehenden Propellern mit größerem Durchmesser, die einen höheren Wirkungsgrad als ein schneller drehender Einzelpropeller haben. Die beiden Triple-E-Propeller haben einen geringfügig größeren Durchmesser und zusammen eine mehr als doppelt so große Propellerfläche wie der Einzelpropeller der Schiffe der Emma-Mærsk-Klasse. Die Triple-E-Klasse ist auf ein wirtschaftliches langsames Fahren (Slow steaming) ausgelegt. Gegenüber der Maximalgeschwindigkeit von 25 Knoten soll die Treibstoffersparnis bei 22,5 Knoten 20 Prozent, bei 20 Knoten 37 % und bei 17,5 Knoten 50 % betragen. Die Schiffsmotoren sind für eine optimale Geschwindigkeit von 19 Knoten ausgelegt. Am 7. Juli 2011 wurde Maersk unter anderem für die Triple-E-Klasse mit dem Sustainable Shipping Operator of the Year Award (etwa: Preis als nachhaltiger Schiffsbetreiber des Jahres) geehrt. Die Abgase der beiden Hauptmotoren erzeugen in Abgaskesseln Dampf, mit dem eine Dampfturbine einen Generator antreibt (Abgasnutzung auf Schiffen). Die elektrische Energie kann wieder ins Antriebssystem eingespeist werden. Insgesamt soll der Treibstoffverbrauch durch das Zweipropellerkonzept mit langsamlaufenden (80/min) Zweitaktmotoren mit langem Hub, Abgaswärmerückgewinnung, geringerer Dienstgeschwindigkeit und zusätzlicher Transportkapazität gegenüber den Schiffen der Emma-Mærsk-Klasse um etwa 20 Prozent reduziert werden (das wären 2,1 Liter Schweröl pro 14 Tonnen schwerem Container pro 100 Kilometer bei 24 Knoten Geschwindigkeit).
Bis auf die Schiffslänge und den Tiefgang reichen die Kennwerte der Doppelhüllenschiffe teilweise deutlich über die bisher gebauten Containerschiffe hinaus. Bei einer Länge von knapp 400 Metern, einer Breite von 59 Metern und einer Bauhöhe von 73 Metern wurde eine Rumpfform mit verhältnismäßig großem Blockkoeffizient gewählt. Mit einer Stellplatzkapazität von 18.270 TEU übertreffen die Einheiten der Triple-E-Klasse die der bisher größten Containerschiffe der CMA-CGM-Marco-Polo-Typ-Klasse um 13 % bzw. 2220 TEU. Daneben waren sie Mitte 2013 mit einer Kapazität von 1800 Kühlcontainern (nach den Schiffen der Cap-San-Klasse (2100 Anschlüsse) der Reederei Hamburg-Süd) die zweitgrößten Kühlcontainerschiffe weltweit.
Die Schiffe haben 22 Laderäume, die mit je 4 Pontonlukendeckeln verschlossen werden. Unter Deck lassen sich 21 Reihen Container nebeneinander unterbringen, an Deck sind es 23. An Deck sind insgesamt 24 40-Fuß-Bays (vor dem Deckshaus 8, dahinter 10 und hinter den Maschinenaufbauten 6) hintereinander angeordnet, zwischen denen sich Laschplattformen (englisch lashing bridges) befinden, von denen aus die Container verzurrt werden. Sie haben die ungewöhnliche Höhe von vier Containern und stabilisieren die Ladung zusätzlich. Die Lukendeckel und Verzurrungspunkte sind so ausgelegt, dass sich 20- oder 40-Fuß-Container laden lassen, bei Bedarf auch 45-Fuß-Container. An Deck werden typischerweise sechs bis zehn Container aufeinander gestapelt.

## Die Schiffe

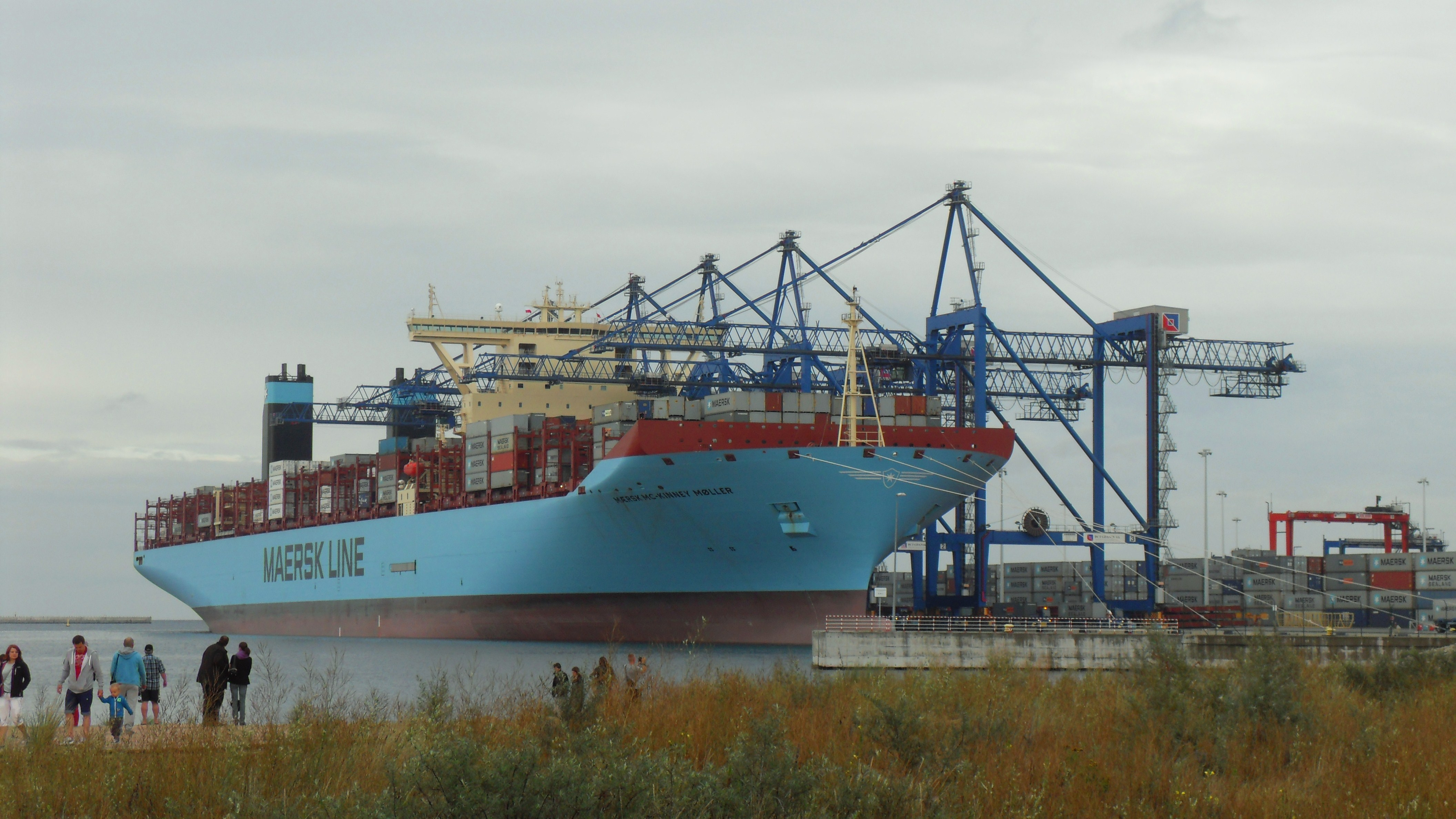
Die Mærsk Mc-Kinney Møller im Containerhafen von Danzig

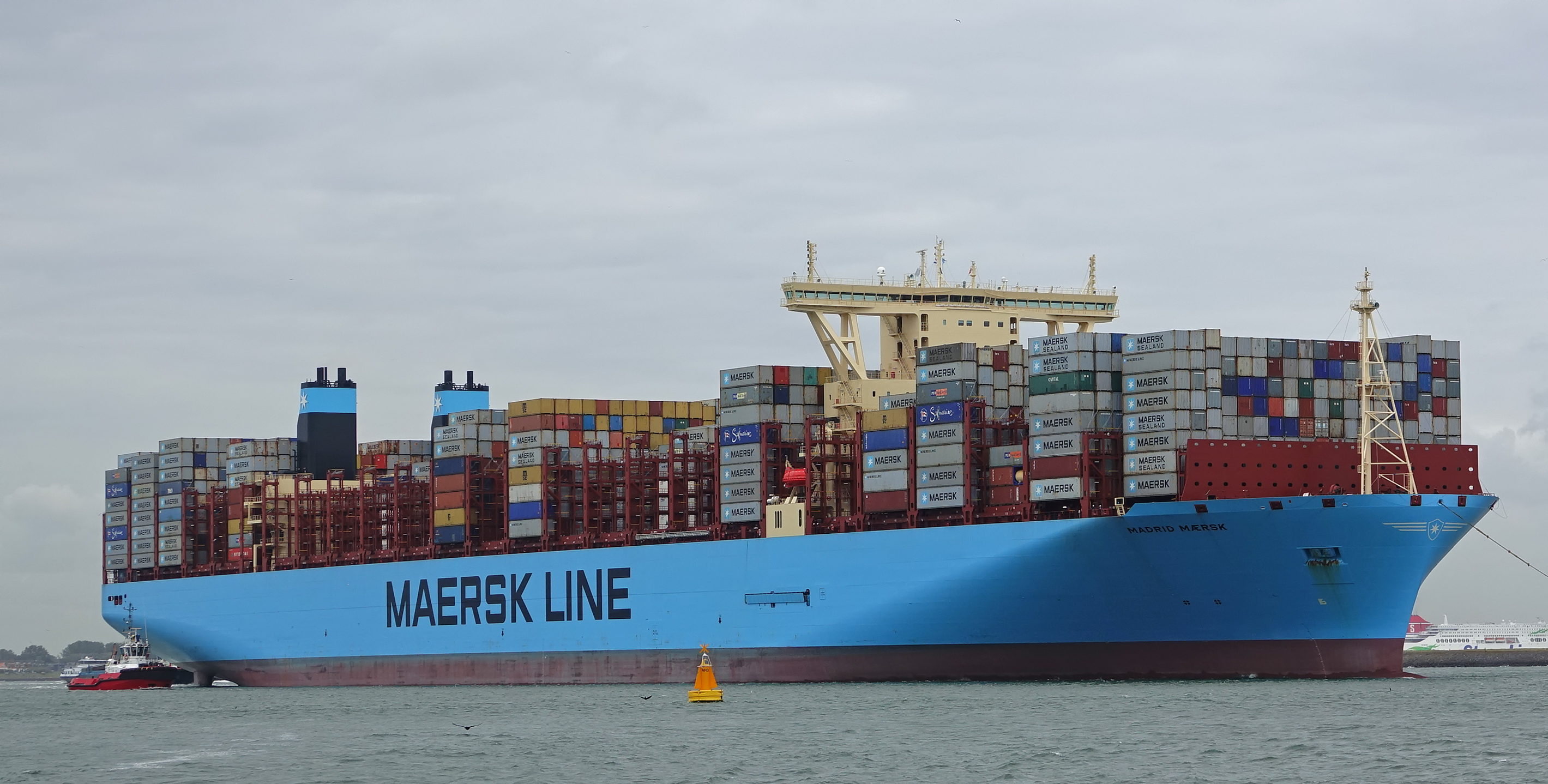
Die Madrid Mærsk, das erste Schiff der zweiten Generation

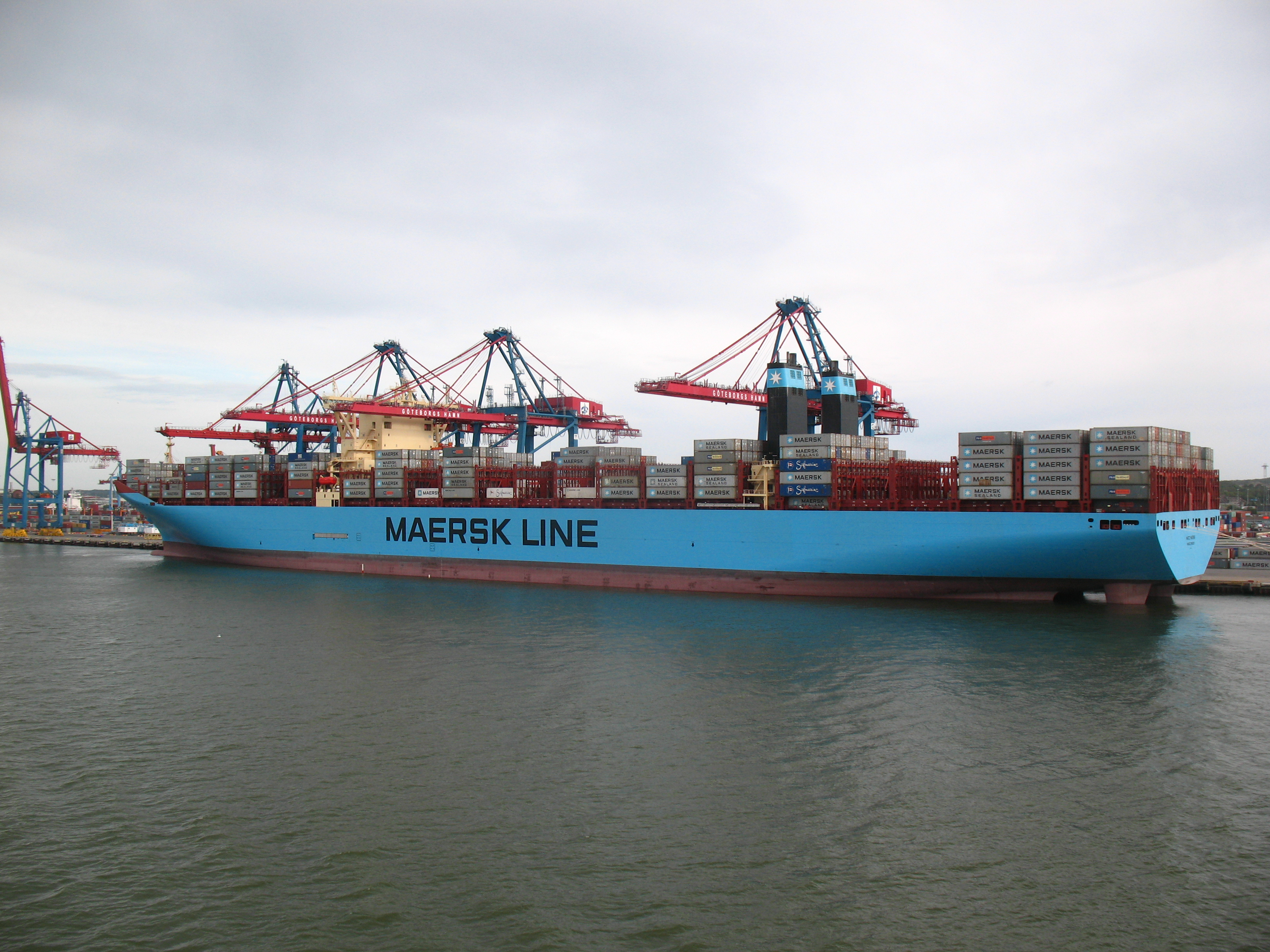
Die Matz Mærsk 2014 im Containerhafen von Göteborg

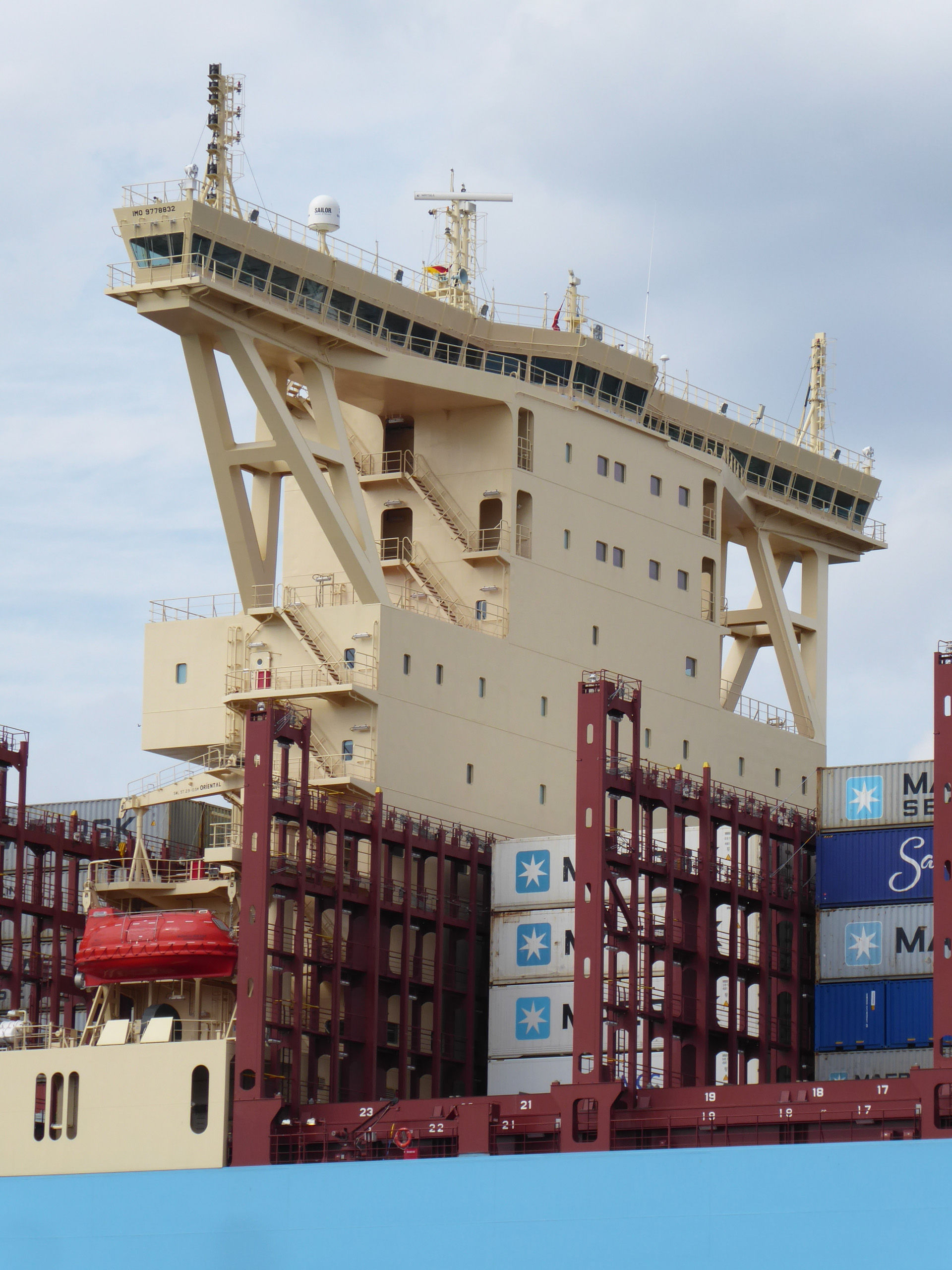
Das markante Deckshaus, hier die Monaco Mærsk 2018

| Bauname                                  | Bau- nummer | IMO- Nummer | Kiellegung Stapellauf Ablieferung                   | Umbenennungen und Verbleib |
| ---------------------------------------- | ----------- | ----------- | --------------------------------------------------- | -------------------------- |
| 1. Generation                            |             |             |                                                     |                            |
| Mærsk Mc-Kinney Møller                   | 4250        | 9619907     | 27. November 2012 24. Februar 2013 2. Juli 2013     | so in Fahrt                |
| Majestic Mærsk                           | 4251        | 9619919     | 21. Januar 2013 27. März 2013 3. August 2013        | so in Fahrt                |
| Mary Mærsk                               | 4252        | 9619921     | 8. Januar 2013 4. Mai 2013 30. August 2013          | so in Fahrt                |
| Marie Mærsk                              | 4253        | 9619933     | 25. März 2013 18. Mai 2013 18. Oktober 2013         | so in Fahrt                |
| Madison Mærsk                            | 4254        | 9619945     | 20. Mai 2013 13. Juli 2013 6. Januar 2014           | so in Fahrt                |
| Magleby Mærsk                            | 4255        | 9619957     | 22. Juli 2013 5. Oktober 2013 10. Februar 2014      | so in Fahrt                |
| Maribo Mærsk                             | 4256        | 9619969     | 10. September 2013 9. November 2013 7. April 2014   | so in Fahrt                |
| Marstal Mærsk                            | 4257        | 9619971     | 8. Oktober 2013 7. Dezember 2013 20. Mai 2014       | so in Fahrt                |
| Matz Mærsk                               | 4258        | 9619983     | 12. November 2013 4. Januar 2014 11. Juni 2014      | so in Fahrt                |
| Mayview Mærsk                            | 4259        | 9619995     | 13. Januar 2014 8. März 2014 15. Juli 2014          | so in Fahrt                |
| Merete Mærsk                             | 4262        | 9632064     | 11. Februar 2014 20. April 2014 23. August 2014     | so in Fahrt                |
| Mogens Mærsk                             | 4263        | 9632090     | 27. Februar 2014 31. Mai 2014 17. September 2014    | so in Fahrt                |
| Morten Mærsk                             | 4264        | 9632105     | 22. April 2014 28. Juni 2014 10. November 2014      | so in Fahrt                |
| Munkebo Mærsk                            | 4265        | 9632117     | 3. Juni 2014 15. August 2014 18. Dezember 2014      | so in Fahrt                |
| Maren Mærsk                              | 4266        | 9632129     | 30. Juni 2014 13. September 2014 29. Dezember 2014  | so in Fahrt                |
| Margrethe Mærsk                          | 4267        | 9632131     | 20. Juni 2014 22. November 2014 13. April 2015      | so in Fahrt                |
| Marchen Mærsk                            | 4268        | 9632143     | 30. Juni 2014 16. Januar 2015 27. Mai 2015          | so in Fahrt                |
| Mette Mærsk                              | 4269        | 9632155     | 27. Juni 2014 16. Januar 2015 6. Mai 2015           | so in Fahrt                |
| Marit Mærsk                              | 4270        | 9632167     | 27. Juni 2014 27. März 2015 5. Juni 2015            | so in Fahrt                |
| Mathilde Mærsk                           | 4271        | 9632179     | 27. Juni 2014 11. April 2015 30. Juni 2015          | so in Fahrt                |
| 2. Generation                            |             |             |                                                     |                            |
| Madrid Mærsk                             | 4302        | 9778791     | 20. November 2015 10. Dezember 2016 11. April 2017  | so in Fahrt                |
| Munich Mærsk                             | 4303        | 9778806     | 23. November 2015 25. Februar 2017 15. Juni 2017    | so in Fahrt                |
| Moscow Mærsk                             | 4304        | 9778818     | 24. November 2015 8. April 2017 14. Juli 2017       | so in Fahrt                |
| Milan Mærsk                              | 4305        | 9778820     | 25. November 2015 13. Mai 2017 13. September 2017   | so in Fahrt                |
| Monaco Mærsk                             | 4306        | 9778832     | 26. November 2015 17. Juni 2017 30. Oktober 2017    | so in Fahrt                |
| Marseille Mærsk                          | 4307        | 9778844     | 27. November 2015 18. Juli 2017 4. Januar 2018      | so in Fahrt                |
| Manchester Mærsk                         | 4308        | 9780445     | 27. November 2015 18. September 2017 8. Januar 2018 | so in Fahrt                |
| Murcia Mærsk                             | 4309        | 9780457     | 27. November 2015 4. November 2017 28. Februar 2018 | so in Fahrt                |
| Manila Mærsk                             | 4310        | 9780469     | 1. Dezember 2015 2. Dezember 2017 29. März 2018     | so in Fahrt                |
| Mumbai Mærsk                             | 4311        | 9780471     | 2. Dezember 2015 2. Dezember 2017 3. Mai 2018       | so in Fahrt                |
| Maastricht Mærsk                         | 4312        | 9780483     | 3. Dezember 2015 2. März 2018 7. Januar 2019        | so in Fahrt                |
| Daten: Equasis, grosstonnage, ABS Record |             |             |                                                     |                            |

## Besonderes
Am 13. August 2025 brach auf der Marie Mærsk vor der Küste Liberias auf der Fahrt von Rotterdam nach Tanjung Pelepas ein Brand aus.